# Tumal
Tumal, Tummal – sumeryjskie miasto, położone na południe od Nippur, główny ośrodek kultu bogini Ninlil, małżonki boga Enlila. W okresie panowania III dynastii z Ur miasto to było nie tylko ważnym miejscem kultu, ale też jedną z królewskich rezydencji. Do naszych czasów przetrwał tekst, zwany inskrypcją z Tumal lub też kroniką Tumal, będący zapisem prac budowlanych kolejnych władców sumeryjskich w okręgu świątynnym boga Enlila w Nippur oraz właśnie w Tumal.